# Список китайских языков и диалектов

Карта китайских языков

На данной странице представлен список китайских языков и диалектов.
Существует множество классификаций китайских языков. Наиболее распространённая — классификация «Атласа языков Китая», с двумя версиями из изданий 1987 и 2012 годов. В то же время специалисты по конкретным языкам обычно используют иные их классификации.

## Севернокитайский язык
| Северные диалекты: Дунбэйский Пекинский Хэбэй-шаньдунский Ляодун-шаньдунский Чжунъюаньский Ланьчжоу-иньчуаньский | Южные диалекты: Цзянсу-аньхойский Юго-западный |

| Academia Sinica         | Джерри Норман                | Лю Сюньнин                   | Ли Жун                | Чжан Шифан             | Распространение                                        |
| ----------------------- | ---------------------------- | ---------------------------- | --------------------- | ---------------------- | ------------------------------------------------------ |
| северомандаринский      | северомандаринский           | северомандаринский           | дунбэйский            | пекинский              | Маньчжурия (Дунбэй)                                    |
| северомандаринский      | северомандаринский           | северомандаринский           | пекинский             | пекинский              | Пекин, северный Хэбэй                                  |
| северомандаринский      | северомандаринский           | северомандаринский           | ляодун-шаньдунский    | ляодун- шаньдунский    | полуостровы Ляодун и Шаньдун                           |
| северомандаринский      | северомандаринский           | северомандаринский           | хэбэй-шаньдунский     | хэбэй- шаньдунский     | южный Хэбэй, северный Шаньдун                          |
| северомандаринский      | северомандаринский           | диалекты центральной равнины | чжунъюаньский         | чжунъюаньский          | Хэнань                                                 |
| северомандаринский      | северо-западный мандаринский | диалекты центральной равнины | чжунъюаньский         | чжунъюаньский          | Шэньси, Нинся, юг Ганьсу                               |
| северомандаринский      | северо-западный мандаринский | диалекты центральной равнины | ланьчжоу-иньчуаньский | ланьчжоу- иньчуаньский | Ганьсу, Синьцзян                                       |
| северомандаринский      | северо-западный мандаринский | диалекты центральной равнины | язык цзинь            | язык цзинь             | Шаньси, север Шэньси                                   |
| диалекты верховий Янцзы | юго-западный мандаринский    | южномандаринский             | юго-западный          | юго-западный           | Сычуань, Чунцин, Хубэй, Гуйчжоу, Юньнань, север Гуанси |
| диалекты низовий Янцзы  | южномандаринский             | южномандаринский             | цзянсу-аньхойский     | цзянсу- аньхойский     | Цзянсу, часть Аньхоя                                   |

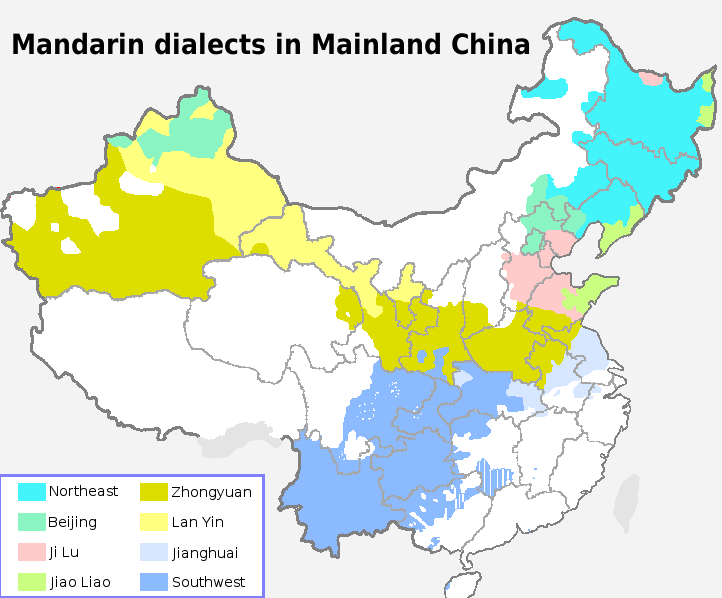
Восемь диалектов севернокитайского языка по классификации Ли Жуна
Северные диалекты:
Дунбэйский
Пекинский
Хэбэй-шаньдунский
Ляодун-шаньдунский
Чжунъюаньский
Ланьчжоу-иньчуаньский
Южные диалекты:
Цзянсу-аньхойский
Юго-западный

Распространённый в Средней Азии дунганский язык принадлежит к диалектам Центральной равнины.
Вымерший тазский диалект, существовавший в российском Приморье, также принадлежит к севернокитайскому языку.

## Цзинь
Язык цзинь был выделен в последнем издании «Атласа языков Китая». Ранее он классифицировался как особо отличная группа диалектов в составе севернокитайского языка.
Внутри языка цзинь «Атлас» выделяет следующие группы:
- бинчжоуская группа (并州片)
- люйлянская группа (呂梁片)
- шанданская группа (上党片)
- утайская группа (五台片)
- датун-баотоуская группа (大包片)
- чжанцзякоу-хуххотоская группа (张呼片)
- ханьдань-синьсянская группа (邯新片)
- чжидань-яньчуанськая группа (志延片)

## Гань
Внутри языка гань «Атлас языков Китая» выделяет следующие группы диалектов:
- нанчан-дучанская группа (昌都片)
- ичунь-люянская группа (宜浏片)
- цзиань-чалинская группа (吉茶片)
- фучжоу-гуанчанская группа (抚广片)
- интань-иянская группа (鹰弋片)
- дае-туншанськая группа (大通片)
- лэйян-цзысинская группа (耒资片)
- дункоу-суйнинская группа (洞绥片)
- хуайнин-юэсиская группа (怀岳片)

## Хой
К группе хой «Атлас языков Китае» относит ряд разнородных идиомов на границе Чжэцзяна, Аньхой и Цзянсу. Другие классификации могут относить все эти идиомы или их часть к другим языкам. В «Атласе» хой делится на следующие группы:
- цзиси-шэсяньская группа (績歙片)
- сюнин-исяньская группа (休黟片)
- цимэнь-дэсинская группа (祁德片)
- яньчжоуская группа (嚴州片)
- цзиндэ-чжандаская группа (旌占片)

## Сян

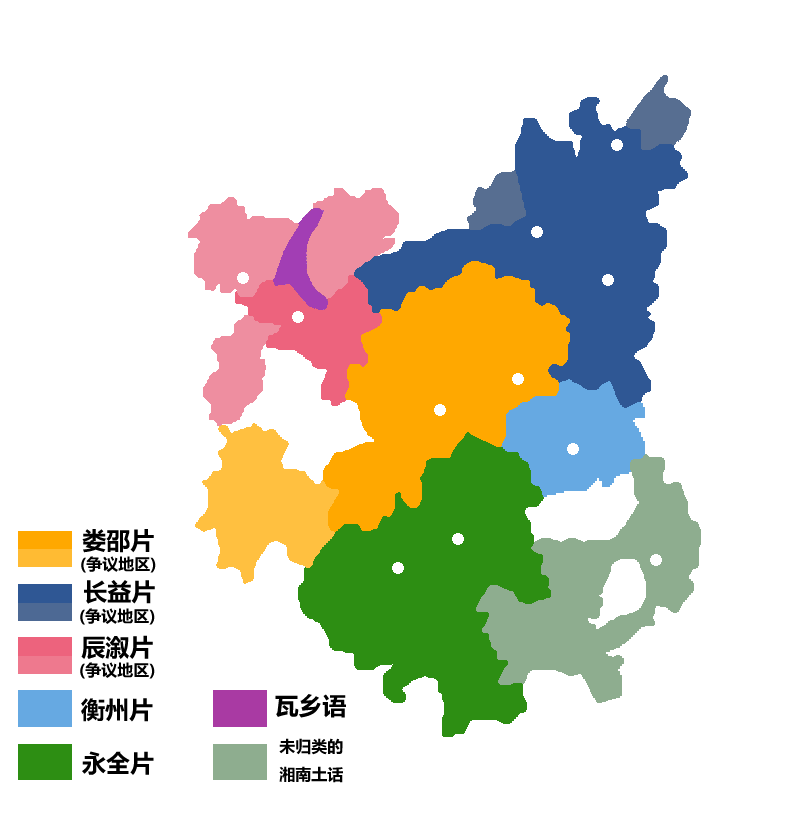
Диалекты языка Сян

Язык сян в «Атласе языков Китае» делится на следующие группы диалектов:
- чанша-иянская группа (长益片)
- лоуди-шаоянская группа (娄邵片)
- цюйчжоуская группа (衡州片)
- чэньси-сюйпуская группа (辰溆片)
- цзянъюн-цюаньчжоуская группа (永全片)

## Язык у

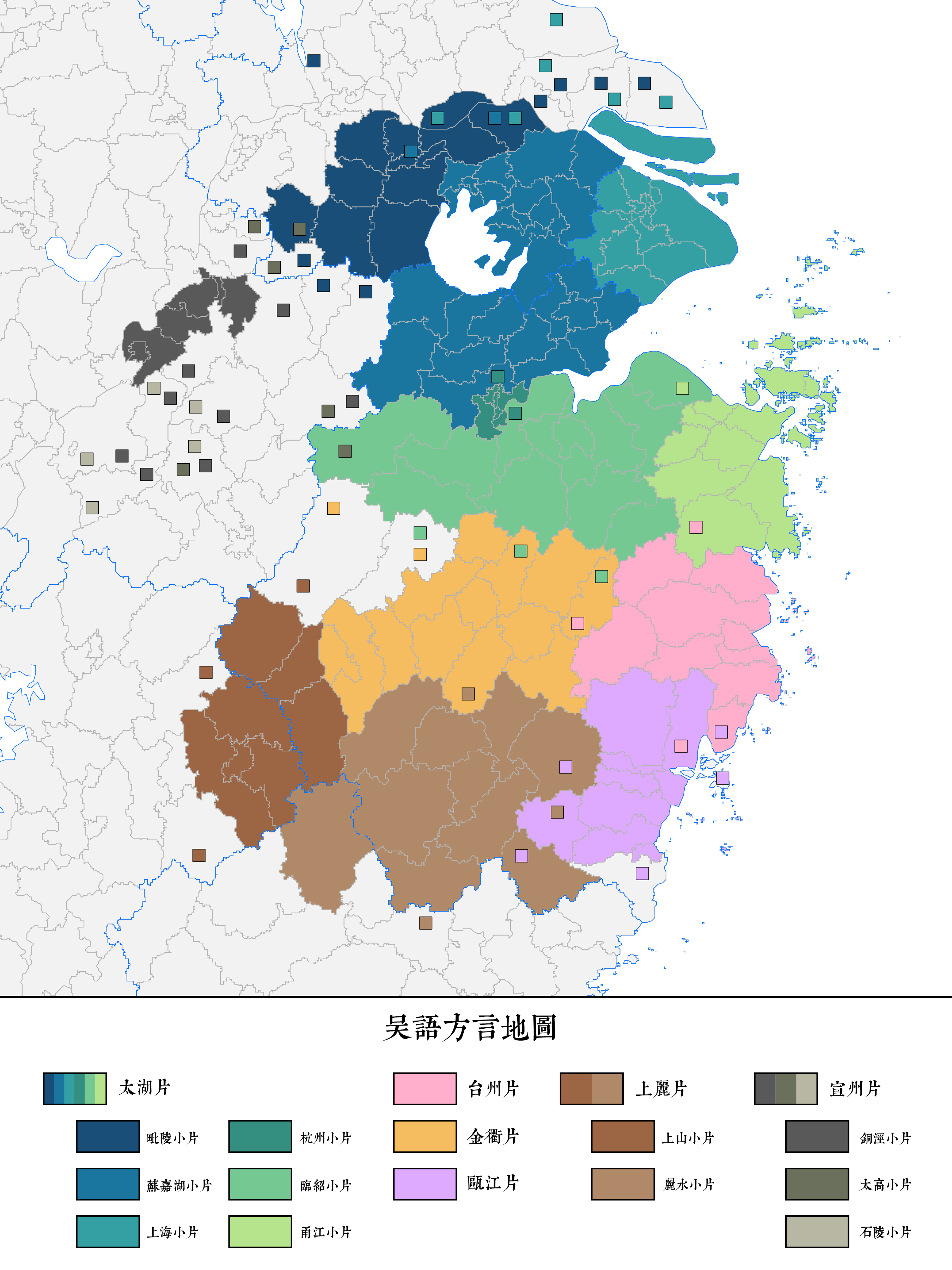
Диалекты языка у согласно второму изданию «Атласа языков Китая»

Второе издание «Атласа языков Китая» разделяет диалекты языка у на следующие группы:
- группа озера Тайху (太湖片)
  - принанкинская подгруппа (毗陵少片)
  - сучжоу-цзясин-хучжоуская подгруппа (蘇嘉湖少片)
  - шанхайская подгруппа (上海少片)
  - ханчжоуская подгруппа (杭州少片)
  - линьань-шаосинская подгруппа (臨紹少片)
  - юнцзянская подгруппа (甬江少片)
- тайчжоуская группа (台州片)
- цзиньхуа-цюйчжоуская группа (金衢片)
- шаншань-лишуйская группа (上麗)
- вэньчжоуская группа (甌江片)
- сюаньчжоуская группа (宣州片)

## Кантонский язык
| по Энн Юэ-Хасимото    | по Энн Юэ-Хасимото | по Энн Юэ-Хасимото  | по Ли Жуну      | распространение                         |
| --------------------- | ------------------ | ------------------- | --------------- | --------------------------------------- |
| дельты Жемчужной реки | южные              | чжуншаньский        | (куонфу)        | Чжуншань                                |
| дельты Жемчужной реки | южные              | кун-лим             | (куонфу)        | Дунгуань и Новые территории             |
| дельты Жемчужной реки | южные              | кун-лим             | ям-лим (欽廉)   | Бэйхай, Циньчжоу                        |
| дельты Жемчужной реки | южные              | южный внутренний    | ын-фа (吳化)    | Учуань, Хуачжоу                         |
| дельты Жемчужной реки | южные              | южный внутренний    | нгау-лау (勾漏) | Юйлинь                                  |
| дельты Жемчужной реки | северные           | северный внутренний | нгау-лау (勾漏) | Чжаоцин, Цинъюань, северо-восток Гуанси |
| дельты Жемчужной реки | северные           | самъяп              | куонфу (廣府)   | Фошань, юго-восток Чжаоцина             |
| дельты Жемчужной реки | куонфу             | центральный         | куонфу (廣府)   | Гуанчжоу, Гонконг                       |
| дельты Жемчужной реки | куонфу             | куонфу внутренний   | юн-чхам (邕潯)  | Наннин, Гуйган                          |
| дельты Жемчужной реки | куонфу             | куонфу внутренний   | коу-ён (高陽)   | Маомин                                  |
| ынъяп-лёнъён          | лёнъён             | лёнъён              | коу-ён (高陽)   | Янцзян, Янчунь                          |
| ынъяп-лёнъён          | ынъяп              | сань-янь            | сыяп (四邑)     | Синьхой, Тайшань, Эньпин                |
| ынъяп-лёнъён          | ынъяп              | хой-хок             | сыяп (四邑)     | Кайпин, Хэшань                          |

## Хакка
«Атлас языков Китая» выделяет следующие группы диалектов языка хакка:
- гуандунско-тайваньская группа (粤台片)
- хайфын-луфынская группы (海陆片)
- северногуандунская группа (粤北片)
- западногуандунская группа (粤西片)
- тинчжоуская группа (汀州片)
- нинду-луннаньская группа (宁龙片)
- уду-синьфынская группа (于信片)
- тунгу-гуйдунская группа (铜桂片)

Подавляющая часть людей, относимых в КНР с этническому меньшинству шэ, говорит на языке, близком к хакка и иногда считаемом его диалектов.

## Миньские языки
Миньские языки в классификации «Атласа языков Китая» делятся на прибрежные и горные.
К прибрежным миньским языкам относятся:
- Южноминьские языки
  - хокло
  - чаошаньский
- Лэйчжоу-хайнаньские языки (близки южноминьским, в первом издании «Атласа» объединены с ними)
  - Лэйчжоуский язык
  - Хайнаньский язык
- Пусяньский язык (по происхождению южноминьский с сильным влиянием восточноминьского)
- Восточноминьский язык

Горные миньские языки включают:
- Северноминьский язык
- Центральноминьский язык
- идиомы Шаоу-Цзянлэ

## Наньлинские местные языки
Наньлинские местные языки — общее название для множества неклассифированных языков, распространённых на границе провинций Хунань, Гуандун и Гуанси-Чжуанского АР. Во втором издании «Атласа языков Китая» названы «просторечия» (平話 [平话], с.-кит. пинхуа, для языков Гуанси) и «местные языки» (土話 [土话], с.-кит. тухуа, для языков Гуандуна и Хунани). Эти языки, не обязательно связанные между собой, обычно разделяют по географическому принципу:
- южнохунаньские местные языки (湘南土话)
- северогуандунские (шаочжоуские) местные языки (粤北土话 или 韶州土话) — различают как минимум две несвязанные группы языков, одна сосредоточена в районе Ляньчжоу, другая в районе Шаогуаня
- северогуйлиньские местные языки (桂北平话)
- южногуйлиньский (наннинский) местный язык (桂南平话 или 南宁平话) — претерпел сильное кантонское влияние, часто классифицируется как диалект кантонского языка и не включается в наньлинские местные языки